# Ruffinyi Jenő
Ruffinyi Jenő, (szlovákul Eugen Ruffínyi) (Dobsina, 1846. március 1.  – Dobsina, 1924. január 13.) bányamérnök, a dobsinai-jégbarlang egyik felfedezője. Fia, Ruffinyi Aladár főmérnök Dobsina városbírája volt az 1930-as években.

## Életpályája
Olasz eredetű családból (Ruffini) származott. Selmecbányán szerzett bányamérnöki végzettséget 1869-ben. 1872-ben a dobsinai városi bányák igazgatója lett; emellett az ottani bányaiskola igazgatását és a város mérnöki munkáit is végezte. Dobsinát az ő tervei szerint rendezték és csatornázták. 1870-ben ő fedezte fel társaival a dobsinai-jégbarlangot, amelyet 1873—74-ig kikutatva és felmérve, a közönség részére hozzáférhetővé tett és körülötte nyaralótelepet létesített. 1907-ben nyugalomba vonult.

## Emlékezete
- Szülőhelyén alapiskolát neveztek el róla (Základná škola Eugena Ruffínyiho).[2]